# Communauté de communes de Tallard-Barcillonnette
La communauté de communes de Tallard-Barcillonnette est une ancienne communauté de communes française, située dans le département des Hautes-Alpes, en région Provence-Alpes-Côte d'Azur.

## Historique
Un syndicat intercommunal à vocation multiple portant le nom de « SIVOM du canton de Tallard » fut créé le 29 décembre 1964, composé des neuf communes du canton de Tallard plus Vitrolles, issu du canton de Barcillonnette. Ce SIVOM devient le « district de Tallard-Barcillonnette » en 1989 après intégration des communes de Barcillonnette et d'Esparron.
Le SIVOM devient communauté de communes le 30 décembre 1992 ; c'est l'une des premières communautés de communes de France et la première du département des Hautes-Alpes, résultant de la loi no 92-125 du 6 février 1992 relative à l'administration territoriale de la République, dite « loi Joxe ».
Pelleautier intègre la communauté de communes de Tallard-Barcillonnette en 1994, puis La Freissinouse en 1995. Ces deux communes l'ont quitté le 1er janvier 2014 et ont rejoint la communauté d'agglomération du Gapençais.
Le schéma départemental de coopération intercommunale des Hautes-Alpes prévoyait la fusion avec la communauté d'agglomération du Gapençais pour former la communauté d'agglomération de Gap-Tallard-Durance, du fait de la gestion commune de l'aérodrome de Gap - Tallard par les deux communes concernées. Après consultation de la commission départementale de coopération intercommunale le 17 mars 2016, deux communes du département limitrophe des Alpes-de-Haute-Provence s'ajoutent à la communauté d'agglomération de Gap étendue : Claret et Curbans.
La nouvelle structure intercommunale porte le nom de « communauté d'agglomération Gap-Tallard-Durance », par arrêté préfectoral du 26 octobre 2016.
La communauté de communes a connu trois présidents :
| Période          | Période          | Identité           | Étiquette     | Qualité                               |
| ---------------- | ---------------- | ------------------ | ------------- | ------------------------------------- |
| 29 décembre 1964 | 5 avril 2001     | Marcel Lesbros     | CNIP puis UDF | Sénateur des Hautes-Alpes (1989-2007) |
| 5 avril 2001     | 18 avril 2014    | Rémi Costorier     |               |                                       |
| 18 avril 2014    | 31 décembre 2016 | Jean-Michel Arnaud | UMP puis LR   | Maire de Tallard                      |

## Territoire communautaire

### Géographie
La communauté de communes est située au sud du département des Hautes-Alpes. Elle appartient au bassin de vie de Gap, regroupant aussi la communauté d'agglomération du Gapençais au nord, les communautés de communes de la vallée de l'Avance et du Pays de Serre-Ponçon, plus les deux communes de Manteyer et Rabou, ainsi qu'au Pays Gapençais.

### Composition
La communauté de communes contenait les communes de Barcillonnette, Châteauvieux, Esparron, Fouillouse, Jarjayes, Lardier-et-Valença, Lettret, Neffes, La Saulce, Sigoyer, Tallard et Vitrolles.
À la suite de la création de la communauté d'agglomération du Gapençais le 1er janvier 2014, les communes de La Freissinouse et Pelleautier ont quitté la communauté de communes de Tallard-Barcillonnette.

### Démographie
| 1968  | 1975  | 1982  | 1990  | 1999  | 2008  | 2013  |
| ----- | ----- | ----- | ----- | ----- | ----- | ----- |
| 3 080 | 3 169 | 3 596 | 4 047 | 4 858 | 6 405 | 6 829 |

## Administration

### Siège
La communauté de communes siège à Tallard. Les locaux sont installés place du Château depuis 1997 et inaugurés le 28 septembre 1999 par Christian Poncelet, président du Sénat, et nommé « bâtiment communautaire Marcel Lesbros » le 9 septembre 2007, du nom du premier président de l'intercommunalité sous la forme actuelle.

### Les élus
La communauté de communes est gérée par un conseil communautaire composé de 34 membres (27 délégués plus sept suppléants) représentant chacune des communes membres.
Ils sont répartis comme suit :
| Nombre de délégués | Communes                                                                                 |
| ------------------ | ---------------------------------------------------------------------------------------- |
| 8                  | Tallard                                                                                  |
| 5                  | La Saulce                                                                                |
| 3                  | Neffes                                                                                   |
| 2                  | Sigoyer, Châteauvieux                                                                    |
| 1                  | Barcillonnette, Esparron, Fouillouse, Jarjayes, Lardier-et-Valença, Lettret et Vitrolles |

### Présidence
Le conseil communautaire du 18 avril 2014 a élu son président, Jean-Michel Arnaud (maire de Tallard), et désigné ses cinq vice-présidents qui sont :
1. Maurice Ricard, délégué aux finances, maire de Sigoyer ;
2. Dominique Boubault, déléguée aux activités de pleine nature, à l'emploi et à la sécurité civile, élue à La Saulce ;
3. Jean-Baptiste Aillaud, délégué à l'accueil de loisirs et au conservatoire de musique, maire de Châteauvieux ;
4. Michel Gay-Para, délégué aux politiques contractuelles, maire de Neffes ;
5. Patrick Allec, délégué aux voiries, élu à Neffes.

### Compétences
L'intercommunalité exerce des compétences qui lui sont déléguées par les communes membres :
- assistance aux communes membres ;
- déchèterie et tri sélectif ;
- eau et assainissement ;
- développement économique ;
- développement des technologies de l'information et de la communication (TIC) ;
- tourisme ;
- jeunesse, sport et culture ;
- habitat et foncier ;
- centre d'incendie et de secours.

### Régime fiscal et budget
La communauté de communes applique la taxe additionnelle, sans taxe professionnelle de zone.
Par décision du conseil communautaire du 9 avril 2015, la communauté de communes gère sept budgets (général, eau et assainissement, école de musique, accueil de loisirs, VTT, gendarmerie et office de tourisme) ; son budget s'élève à 10 322 316 € soit 3 027 569 € en fonctionnement et 7 294 747 € en investissement.

### Site de l'intercommunalité
1. 1 2  « Budget et fiscalité » (consulté le 17 octobre 2015).
2. 1 2 3 4 5  « La CCTB » (consulté le 17 octobre 2015).
3. 1 2 3 4  « L'exécutif de la communauté de communes » (consulté le 17 octobre 2015).
4. ↑  « Les compétences » (consulté le 17 octobre 2015).

### Autres références
1. 1 2  « Schéma départemental de coopération intercommunale dans le département des Hautes-Alpes » [PDF], Préfecture des Hautes-Alpes, octobre 2015 (consulté le 10 juin 2016).
2. ↑  « Schéma départemental de coopération intercommunale dans le département des Hautes-Alpes » [PDF], Préfecture des Hautes-Alpes, mars 2016 (consulté le 10 juin 2016).
3. ↑  Direction des libertés publiques et des collectivités locales, « Création de la communauté d'agglomération « Gap-Tallard-Durance » par fusion-extension » [PDF], Recueil des actes administratifs no 05-2016-013, Préfecture des Hautes-Alpes, 26 octobre 2016 (consulté le 30 novembre 2016).
4. 1 2  « LESBROS Marcel », Anciens sénateurs Ve République, Sénat (consulté le 17 octobre 2015).
5. ↑  « Séries historiques des résultats du recensement - EPCI de La CC de Tallard-Barcillonnette (240500314) », Insee (consulté le 15 juillet 2016).

### Sources
- SPLAF (Site sur la population et les limites administratives de la France)
- Base nationale sur l'intercommunalité